# ブラックペアン
『ブラックペアン』は、TBSテレビ系の「日曜劇場」枠で放送されたテレビドラマ。主演は、日曜劇場初主演の二宮和也。
『ブラックペアン』は2018年4月22日から6月24日まで、『ブラックペアン シーズン2』は2024年7月7日から9月15日まで放送された。
本稿では便宜上、『ブラックペアン』をシーズン1（S1）、『ブラックペアン シーズン2』をシーズン2（S2）と表記する。

## 概要
『シーズン1』は海堂尊の小説『ブラックペアン1988』を原作としているが、時代が小説設定の1988年から番組制作・放映時でもある2018年に、主人公が世良雅志から渡海征司郎に、扱う医療分野が消化器外科から心臓外科に、などの変更点がある。本作より「日曜劇場」のスポンサーが東芝からスバルに交代した。
『シーズン2』の主演は、前作に続き二宮和也。『ブラックペアン1988』の続編小説である『ブレイズメス1990』『スリジエセンター1991』を原作とするが、時代が番組制作・放映時でもある2024年に、主人公が世良から天城雪彦に、天城と渡海が他人から兄弟に、などが変更となっている。

## キャスト
登場人物はいずれも架空。説明文中の事実については当該記事を参照。
年齢はシーズン1が2018年、シーズン2が2024年時点。

### 東城大学医学部付属病院
渡海征司郎（とかい せいしろう）〈35 → 41〉
演 - 二宮和也（シーズン1、シーズン2 第6話・第8話・最終話）（幼年期：村上碧一〈シーズン2 第1話〉、3歳時：竹内龍生〈シーズン2 第8話 - 最終話〉）
シーズン1の主人公。
S1：天才的な技量の心臓外科医。論文を書かないため、出世せず一般医局員のままである。傲慢であり、立ち塞がる相手に「邪魔！」と言い放つが、佐伯清剛には表向き従順。医局の仮眠室で暮らし､自炊で卵かけごはんを食べている。ヘビースモーカー。
主に助手として手術に参加しているが、難易度の高い手術は代行している。執刀医が手術を失敗した際、「○○○○万円でもみ消してやるよ」と囁くとともに執刀を請け負い、退職金を巻き上げて辞めさせているため「オペ室の悪魔」と呼ばれる。「患者を生かすが、医者を殺す」と言われており、自らは「腕の良い医者は何をやってもいい」と公言する。
父・渡海一郎を東城大付属病院から追放したと思い込んで佐伯を恨み、2人が関わった患者・飯沼達次を探している。飯沼を執刀することで復讐を果たそうとするものの、佐伯から一郎と秘密を共有していた真実を聞かされる。直後に倒れた佐伯を執刀したのち、密かに東城大学を去る。のちに医局内で、巻き上げた金を医療過誤の被害者団体に寄付していた噂が流れる。
S2：3歳の時、冠動脈の多発性動脈瘤で生死をさまよい、バイパス手術を受けた経験を持つ。2006年に医師免許を取得する。
東城大学を去った後は戦地にて医療行為に従事していたが、兄・天城雪彦の手術のため帰国する。兄の没後、スリジエハートセンターが設立された東城大付属病院に戻る。
天城雪彦（あまぎ ゆきひこ）〈41〉
演 - 二宮和也（シーズン2）（幼年期：山出怜央〈シーズン2 第1話〉、3歳時：竹内尋哉〈シーズン2 第8話 - 最終話〉）
シーズン2の主人公。
S2：出生名は渡海雪彦。渡海征司郎の一卵性双生児の兄。
オーストラリアのゴールドコーストハートセンターの医師だったが、佐伯から新設を計画している心臓外科専門病院のセンター長として東城大付属病院に招聘され、新病院の名前を桜にちなんで「スリジエハートセンター」と名付ける。
ダイレクトアナストモーシスという高難度の術式を執刀できる、世界で唯一の心臓外科医。社交的でフランス語を交えて話すが、立ち塞がる相手に「どける？」と疑問形で威圧する。ギャンブル好きで、神の祝福を知る手段とする。手術を芸術と同義とし、技術の積み重ねを否定する。
手術を受けられるのは、患者やその家族が全財産の半分を掛けた「シャンス・サンプル（二者択一）」に勝った場合のみである。老若男女関係なく手術をかけたギャンブルをさせるため、「ディアブル（悪魔）」と渾名されている。
手術前には必ずクラシック音楽を流し、手術は患部の執刀のみで、開胸などは助手に全て任せている。金色のメッツェン（英語: Metzenbaum scissors）を愛用し、手術後は心臓に手を当て「心臓は美しい」の決め台詞で締め括る。なお、ダイレクトアナストモーシスは全て成功しており、生涯最初の手術以外は死亡どころか後遺症も一切発生していない。
3歳の時、弟・征司郎に内胸動脈を提供したことで手術は成功するものの、違法行為の発覚を恐れた両親により養子に出され、養父・天城司とともにフランスへ渡る。しかし、自身が多発性動脈瘤を患い、内胸動脈を失っているため静脈を移植するしかなく、塞栓による手術を繰り返しており、「自分の手術は自分にしかできない」と悲嘆する。
2017年、司の書斎でダイレクトアナストモーシスの論文を目にし、医者としてある程度経験を積んだ頃、リヴァージュ病院（Hopital du Rivage）にて養母の手術で初めて実践し成功させる。しかし、養母の運勢が悪く出ており、予測不可能の悪性高熱で亡くなる。それ以降は、手術前の運試しや験担ぎとしてシャンス・サンプルを行うようになる。
故郷の生家を訪れた際に倒れ、佐伯と渡海による手術を受ける。しかし完治には至らず、スリジエハートセンター設立予定地に桜を植樹し、元の勤務地でもあるゴールドコーストに戻る。翌年、心不全のため死去。享年42。世良を唯一無二の医者と認めており、エールを込めた遺書を書き残す。
世良雅志（せら まさし）
演 - 竹内涼真
S1：初期研修医。東城大学ではサッカー部に所属し、ペレを尊敬している。
初めは別の指導医であったが、渡海が指導医となる。渡海に執刀を頼んで1億円の借金を背負わされるなど、非常識な言動に振り回されるが、患者を必ず救う医師として尊敬もしている。
S2：心臓血管外科医。3年間勤務ののち、系列病院である富士見診療所で3年間勤務し、再び東城大付属病院に戻る。
天城からは「ジュノ（青二才）」と呼ばれているが、手術では主に第一助手を任される。天城が去った後、志願して地方病院である帆鷹中央病院に異動する。翌年、オーストラリアに赴いたものの、天城はすでに亡くなっており、そこで初めて渡海と天城の「二人の悪魔」に認められていたことを知る。
数年後に東城大学に戻り、スリジエハートセンターで後進の指導にあたる。その頃には天城と同様、手術前はクラシック音楽を流し、手術後は心臓に手を当てるようになる。
花房美和（はなぶさ みわ）
演 - 葵わかな
S1：新人看護師。同じ新人同士として、世良と励まし合って仕事をしている。
S2：手術室看護師（オペ看）。世良とは親しい同僚のままだったが、母の手術をきっかけに恋愛に発展する。のちにスリジエハートセンターに移り、後輩の指導をするようになる。
黒崎誠一郎（くろさき せいいちろう）
演 - 橋本さとし
S1：総合外科学教室（佐伯外科）の准教授。佐伯清剛に対し、崇拝といっていいほど常に忠実。佐伯の不在時、非常事態や突発状況のフォローなどを任される。
研修医時代の指導医は渡海一郎。一郎が執刀した患者の胸部レントゲン写真を偶然見てしまい、「医療過誤」が問題となって一郎が除籍される発端となる。そのため、渡海を「面汚しの息子」と蔑んでいる。また、東城大付属病院を来訪して倒れた渡海の母・春江を執刀するが、問題を残したため渡海の怒りを買う。
S2：佐伯外科の准教授。東城大学が新設する心臓外科に特化した専門病院のセンター長の座を狙っているが、着任して間もない天城からメンタルの弱さを指摘される。多忙な佐伯の代理で矢面に立つことが多く、教授ではないことから相手に舐められることもある。
藤原真琴（ふじわら まこと）
演 - 神野三鈴
S1：看護師長。手術室看護師として佐伯の執刀に立ち会うことが多く、息の合った手腕をみせる。また、院内における秘密も佐伯と共有する。
S2：看護師長。院内で佐伯と秘密を共有しているものの、天城を「渡海」と呼んでしまうなど綻びが出る。佐伯から「世代交代」として後進に道を譲るよう告げられると、佐伯を裏切り自己保身に走る。院長選挙では江尻副院長側に付き、佐伯が緑内障で手術に支障をきたしていることを暴露する。
猫田麻里（ねこた まり）〈28 → 34〉
演 - 趣里（シーズン1、シーズン2 第1話・第2話・第6話・最終話〈特別出演〉）
S1：主任看護師。無表情かつ無愛想だが器械出しに長ける。渡海からは「猫」「猫ちゃん」と呼ばれており、手術中の意思疎通もスムーズに行う。渡海と同様、あまり使う者がいない仮眠室で暮らしている。
S2：主任看護師のち医師。仮眠室で寝泊まり、食事は卵かけご飯、立ち塞がる相手に「邪魔！」と言い放つなど、渡海の面影を残す。天城からは「子猫ちゃん」と呼ばれており、器械出しの腕を買われているが、性格が真反対の天城を嫌って公開手術を辞退しようとする。
維新大学の卒業生であり、付属病院に看護師として勤務していたが、8年前（2016年）に無免許で医療行為をする問題を起こして解雇となる。そこを渡海に拾われ、東城大付属病院に看護師として雇われる。その後、渡海や佐伯の協力のもと就業しながら東城大学医学部で修学し、早川玲子の手術直前に医師免許を取得する。
早川の手術では、一時的に右手が不自由な状態の天城の第一助手を務める。スイスのジュネーブ総合医科大学病院（Geneva General Medical University Hospital）から医師としてのオファーを受けており、東城大学を去る。その際、天城との挨拶では笑顔を見せるが、素性を知ると顔色を変える。
スリジエハートセンターが設立されると、渡海と共に東城大付属病院に戻る。
垣谷雄次（かきたに ゆうじ）
演 - 内村遥
S1：外科医。東城大学ではサッカー部に所属し、世良の先輩にあたる。
S2：医局長のち准教授。ゴールドコーストでは応急処置で天城に診断ミスを指摘され、繁野隆道の公開手術では天城執刀後に執刀ミスをして天城にリカバリーさせている。それ以降、天城の執刀にはしばらく立ち会えなかったが、国際心臓外科学会の公開手術で助手を任される。
その後も医局に残り、数年後に准教授となる（後述）。
関川文則（せきかわ ふみのり）〈32 → 38〉
演 - 今野浩喜
S1：外科医。手術の際は、助手である渡海に執刀を任せることが多い。東城大付属病院では2件目のスナイプを用いた手術の執刀医に指名されるが、左利きであることから上手く使うことができずミスを犯してしまう。
S2：外科医のち医局長。しばらくは目立った活動がなかったが、国際心臓外科学会の公開手術で天城の助手に抜擢される。垣谷とともに医局に残り、のちに医局長となる（後述）。
田口公平（たぐち こうへい）
演 - 森田甘路
S1：研修医。執刀の見学中に血しぶきを浴びて以来、血を見るのが苦手になる。
S2：外科医（後述）
速水晃一（はやみ こういち）
演 - ヤマダユウスケ（シーズン1は「山田悠介」名義）
S1：研修医。成績優秀であり、先輩から期待される。
S2：外科医（後述）。
島津塔子（しまづ とうこ）
演 - 岡崎紗絵
S1：研修医。
S2：出向のち外科医（後述）。
北島達也（きたじま たつや）
演 - 松川尚瑠輝
S1：研修医。
S2：外科医（後述）。
宮元亜由美（みやもと あゆみ）
演 - 水谷果穂
S1：看護師。花房の先輩。父が肺がんで入院しており、高額の入院費を免除される代わりに、病院長・守屋信明のスパイ行為を手伝わされている。
S2：看護師（後述）。
新井美緒（あらい みお）
演 - 原杏奈（シーズン1は「原アンナ」名義）
S1：看護師。花房と宮元の先輩。
S2：看護師（後述）。
篠原健一（しのはら けんいち）
演 - 丸一太
S1：外科医。
S2：外科医（後述）。
福本真人（ふくもと まさと）
演 - 渋江譲二
S1：外科医。
S2：外科医。
高階権太（たかしな ごんた）
演 - 小泉孝太郎
S1：佐伯外科の新任講師。アメリカで活動経験がある。帝華大学教授・西崎啓介の弟子で、彼の思惑により帝華大学病院から赴任する。
手術には高性能な医療機器が必要と考え、「スナイプ」「ダーウィン」「カエサル」などを東城大付属病院に導入する。それらで執刀の技量を補うだけでなく、そのノウハウを医学界全体に広め、一人でも多くの患者を救おうという考えが根底にある。「必要ならルールは変えろ」をモットーとし、変革を恐れない姿勢を見せる。自信家ではあるが、自身の力量の限界は見極めている。
着任当初は渡海を「手術職人」と軽んじていたが、不本意ながらも共に患者を救ううちに影響を受けるようになる。のちに西崎と袂を分かち、佐伯の懐刀としての信頼を得る。
S2：佐伯外科の外科医。佐伯や天城をはじめ手技を生業とする医師の中で、スナイプによる手術を数万件行うなど、最新医療機器による手術を積み重ねる。佐伯から信頼されている一方で、最新医療機器を研究する維新大学教授・菅井達夫にも通じ、新たに医療AI「エルカノ」を導入する。
「多くの人に平等な医療を」の考えが根底にあり、選ばれた者だけが医療を受けられる天城の考えと真っ向から対立する。その一方で、「どんな事情があっても患者を救う」という考えもあり、病に倒れた天城を見殺しにする江尻の命令を拒否する。
天城が去り、佐伯が病院長再選を逃したあとは、新センター設立事業を引き継く。のちに、スリジエハートセンター長に就任し、エルカノ・ダーウィンをはじめとする最新医療に力を入れる。
佐伯清剛（さえき せいごう）〈55 → 61〉
演 - 内野聖陽
S1：総合外科学教室（佐伯外科）の教授。渡海の父・一郎とは東城大付属病院の後輩にあたり、当時は准教授。
心臓を止めずに僧帽弁形成術をする術式、いわゆる「佐伯式」で国際的な名声を得ており、地方の一病院である東城大付属病院を世界的な病院に押し上げる。そのため、病院長よりも強い発言力を持つ。一方で、過去における自身の戒めのため、手術には「ブラックペアン」と呼ばれるカーボン製のペアンを手術器具の中に含ませている。
日本外科学会の次期理事長の座を西崎と争う。理事長選挙直前に心臓疾患で倒れたが、世良と高階の協力で渡海による「カエサル」の遠隔操作のもと、佐伯式手術を受けて命を取り留める。選挙中にも再び倒れて危篤状態に陥るが、医療ジャーナル誌編集長・池永英人の協力を得た渡海らの尽力により意識を取り戻す。理事長に選ばれるが、改革を遂行するとすぐに退き、東城大付属病院で執刀を続けるとともに後進の指導にあたる。
S2：病院長。佐伯外科の教授。天城からは「ムッシュ」と呼ばれている。東城大学真行寺外科の元医師。
日本外科学会の上層組織、日本医学会の会長の座を菅井と争っている。また、渡海一郎や天城司との約束を元に、心臓外科専門の新病院「桜宮心臓外科専門病院（スリジエハートセンター）」の設立を目指している。その一方で、緑内障による視野欠損が進行しており、秘密にはしているものの手術不能の状況が多くなる。
会長選挙中に行われた上杉歳一の公開手術では、緊急事態に菅井と協力して「エルカノ・ダーウィン」による遠隔手術を成功させ、日本医学会の会長の座を得る。世代交代を伴う病院改革を考えており、東城大付属病院の院長再選は逃したものの、医学会会長として医療AIの研究強化を押し進める。

#### シーズン1（東城大学医学部付属病院）
横山正（よこやま ただし）
演 - 岡田浩暉（第1話）
世良の初めの指導医。
優秀ではあるが、佐伯に忠実なあまり臨機応変さに欠ける。手術の失敗を渡海にフォローしてもらった代わりに東城大付属病院を去り、関連病院に出向する。
守屋信明（もりや のぶあき）
演 - 志垣太郎
病院長。
院長退任後の帝華大学系列のポスト斡旋のため、西崎の思惑に添って動いている。しかし、帝華大学に移っていた渡海による極秘の内部調査で、西崎との癒着と東城大付属病院の患者データ流出が発覚する。佐伯が内密にすることで病院長の座を剥奪されることは免れるものの、その交換条件として破格的高値で渡海を呼び戻すことを約束させられる。
麻酔科医
演 - 石山和史（第2話 - ）
大竹
演 - 三遊亭白鳥（第9話）
東城大学の教授。佐伯や渡海一郎の同僚。
研修医
演 - 岩田愛理、神永圭佑、大石翔大（役名：大野悠平）、鈴木浩文（役名：川原昌良）
医局員
演 - 玉熊直人（役名：浪花匠吾）、伊東大地（役名：早田進）、中里圭介（役名：下川智一）、望月雅行（役名：諸星達也）、山根太地、坂城君（役名：遠藤広隆）、溝渕俊介（役名：吉田成彦）、渡貫太公
看護師
演 - 羽村純子（役名：植岡茉梨奈）、小石周平、七瀬麻美（役名：藤井麻紀子）、星いづみ（役名：藁科有里）、宇田恵菜（役名：相羽里紗）、中西琴（役名：松本早織）、野田夕紀子（役名：川嶋里美）、宮永梓生（役名：三並千恵子）

#### シーズン2（東城大学医学部付属病院）
パク・ミンジェ
演 - キム・ムジュン（幼少期：白髭善）
韓国人研修医。
ゴールドコーストで母の命を救った天城を「世界一の心臓外科医」と確信し、研修医制度を利用して来日する。しかし、指導医が高階になったことで不満を漏らし、すぐに世良が指導医となる。両親の店を買い叩いた木崎大吾を恨んでいたが、手術では天城の第一助手を務め、医者として最善を尽くすことを誓う。
のちにスリジエハートセンターに移り、戻ってきた世良と共に腕を磨いている。
研修医
演 - 葉山侑樹（第1話）
東城大付属病院の研修医。
経験が浅く、患者の容態急変に対応出来ていなかったところを世良に助けられる。直後、世良から渡海を彷彿とさせる冗談を受ける。
黒田壮一（くろだ そういち）
演 - 海堂尊（カメオ出演）（第4話）
東城大付属病院心臓血管外科の医師。
江尻紀恵（えじり のりえ）
演 - 大黒摩季（第7話 - 最終話）
副院長。内科教授。
最新医療AI「エルカノ」を内科に応用するため、維新大学と共同研究を進めている。次期院長と目されていたが、日本医学会会長に就任した佐伯が院長続投を明言したため反旗を翻す。
事務員
演 - 阿久澤菜々（第8話）
東城大付属病院の事務員。天城の執務室に速達を届ける。
麻酔科医
演 - 本山功康（第9話・最終話）
東城大付属病院の麻酔科医。
徳永の手術中、高階から求められた筋弛緩薬・ダントロレンがないと答える。
司会者
演 - 武本健嗣（第9話）
東城大付属病院院長選挙の司会者。
田中澪
演 - 佐月絵美（最終話）
スリジエハートセンターの新人看護師。
看護師
演 - 小室有紀（役名：三田佳菜子）

### 帝華大学（シーズン1）
西崎啓介（にしざき けいすけ）
演 - 市川猿之助
帝華大学の外科教授。手術よりも研究を重視する。
日本外科学会の次期理事長の座を佐伯と争っており、忠実な部下である高階を東城大附属病院に送り込む。インパクトファクターのポイントで佐伯に負けているため、その獲得のために色々に画策し、失敗した部下は容赦なく切り捨てる。佐伯を「個人的技量に頼ったもので普遍性がない」と批判するが、自身は最先端技術の簡単な手術でさえも失敗するため、渡海から「腕のない医者は死ね」と言われる。また、患者を救うよりも保身を優先するため、高階からも見放される。日本外科学会の理事長選挙にも敗れるものの、その椅子に執着し続ける。
松岡仁（まつおか じん）
演 - 音尾琢真（第5話）
帝華大学病院の外科医。ダーウィンを使用した手術を専門とする。
帝華大学のダーウィンを使い東城大付属病院で執刀するが、体の小さな子供の手術であることを考慮せず、ロボットアームのセッティングを怠る。そのため手術中に危機的状況を招くこととなり、事態を予測していた渡海と高階に、執刀とダーウィンの操作を取って代わられてしまう。
武田秀文（たけだ ひでふみ）
演 - 長谷川忍（シソンヌ）（第7話）
帝華大学病院の医局員。
東城大学から移籍してきた渡海に対し、論文を書かないことを馬鹿にする。しかし、患者に心筋梗塞の兆候があることを見逃しており、発症しても執刀できず誤魔化そうとする。渡海から「論文に治療法は書いてないのか」と嫌味を言われ、執刀を代行してもらう代わりに帝華大学を去る。その際、退職金のかわりに自身のIDを譲渡することが、渡海が守屋と帝華大学の癒着を暴くきっかけとなる。
麻酔科医
演 - 石田尚巳（第7話）
坂口克也（さかぐち かつや）
演 - 髙橋洋（第8話 - 最終話）
帝華大学病院第一外科の医師。
高階の代わりに論文を完成させ、西崎のインパクトファクター獲得に尽力する。
医局員
演 - 穂坂啓（第8話 - 最終話）

### 維新大学（シーズン2）
菅井達夫（すがい たつお）
演 - 段田安則
維新大学心臓外科の教授。感情の起伏が激しく、前髪を指で撫でたり引っ張ったりする癖がある。
日本医学会の会長の座を狙っている。天城を潰すため次々と刺客を送るが、ことごとく跳ね返される。上杉歳一の公開手術では佐伯と協力するものの、会長選に敗れてしまう。のちに、繁野結衣の緊急手術でスナイプの扱いに苦慮する世良に助言をし、成功に導いている。
野田吉行（のだ よしゆき）
演 - 池田鉄洋（第4話 - 第6話）
維新大学の医師。
エルカノの指示に従い、戸島和子を執刀する。しかし、使用した新薬の血栓を引き起こす副作用を見落としており、VFに対処できなくなってしまう。戸島を執刀した天城から「エルカノのほうが賢い」と馬鹿にされ、菅井にエルカノのアクセス権を削除される。その腹いせにエルカノを暴走させ本体も破壊しようとするが、天城に犯行現場を抑えられ警察に引き渡される。
早川玲子（はやかわ れいこ）
演 - 瀧内公美（第6話）
維新大学の医師。東城大学の高階と協力してエルカノ・ダーウィンを開発している。
8年前（2016年）の手術を巡って猫田と因縁があり、東城大附属病院で再会の際に蒸し返す。しかし心疾患で倒れ、エルカノ・ダーウィンによる手術を自身で受けることになる。
真田
演 - 加賀谷圭（第6話）
8年前の維新大学病院の院長。
医師
演 - 高尾優吾（第6話）
8年前の維新大学病院の医師。早川執刀の第一助手を務める。
看護師
演 - 伊藤桃香（第6話）
8年前の維新大学病院の看護師。早川に他の患者の容態急変を告げる。
小川（おがわ）
演 - 杉本凌士（第7話）
維新大学の内科医。
エルカノを使ったオンライン診療の研究を、東城大附属病院の副院長・江尻とともに進める。

### 親族
渡海一郎（とかい いちろう）
演 - 辻萬長（シーズン1、シーズン2 第9話・最終話）（壮年期：鈴木将一朗〈シーズン2 第8話・最終話〉）
S1：渡海征司郎の父。東城大付属病院の元医師。故人。佐伯とは医師として志を同じくする盟友。
佐伯が担当していた患者・飯沼達次を執刀するが、アフリカに滞在していた佐伯の意図を汲み、胸にあったペアンを残したまま手術を終える。しかし、その行為が問題視され、言い訳をせず除籍処分を受け東城大学を去る。その時はすでに病で余命幾ばくもなく、佐伯に後を託して真実を一切語らないまま亡くなる。
S2：天城雪彦の実父でもある。東城大学真行寺外科の元医師であり、当時は教授。
息子たちが3歳のとき、天城司の協力を得て2人を執刀する。
渡海春江（とかい はるえ）
演 - 倍賞美津子（シーズン1）（壮年期：相緒エイミ〈シーズン2 第8話〉）
S1：渡海征司郎の母。島根県出雲市在住。東城大附属病院の元事務員で、一郎とは職場結婚。
征司郎のことが心配であり、止めるのも聞かず米を仕送りしている。東城大附属病院を訪れた時に心疾患で倒れ、本来なら禁止されている息子による執刀を望んでいたことで命を取り留める。のちに、実家を訪れた世良に征司郎の真実を語る。
S2：故人。天城雪彦の実母でもある。
雪彦を養子に出し、泣き崩れる。
パク・ソヒョン〈48〉
演 - チェ・ジウ（シーズン2 第1話・第5話〈特別出演〉）
S2：ミンジェの母。韓国の医師。病院の経営だけでなく、亡き夫が経営していた飲食店も経営しており、海外にも出店している。過去には医療ボランティアも積極的に行っており、そこで夫と出会っている。
虚血性心筋症および両側内胸動脈起始部閉塞を併発しており、通常の医療アプローチが困難な状態であるため、ミンジェに強引に連れられ渡豪する。命を掛けの対象とする天城の考えに不服ながらも、シャンス・サンプルを受けるが負けてしまう。しかし、ダイレクトアナストモーシスしか助かる道がないことを悟り、夫の遺産と全店舗の権利書を掛けたシャンス・サンプルに勝ち、天城の手術を受ける権利を得る。手術代のため店舗は売却されたが、夫との思い出が強い1号店だけは手元に残る。
後に検査のため来日。因縁の相手である木崎大吾の疑惑を暴こうとする天城と手を組み、木崎に手術代を出させるため詐病を仕掛ける。
戸島和子（とじま かずこ）
演 - 花總まり（シーズン2 第4話・第5話）
S2：花房美和の母。本名は花房和子。医療訴訟で有名な弁護士であり、旧姓で活動している。
「医療の未来をまもる会」とともに東城大学に乗り込み、天城を詐欺罪で訴えることをほのめかす。冠動脈手術が必要であるがダイレクトアナストモーシスを拒否し、菅井の差し金で維新大学の最新医療AI「エルカノ」の手術を受ける。
天城司（あまぎ つかさ）
演 - 大和田伸也（シーズン2 第8話 - 最終話）
S2：天城雪彦の養父。フランス国立大学病院の心臓外科医。フランス在住。東城大学真行寺外科の元医師であり、当時は教授。
学会発表のため一時帰国していた時、渡海征司郎の手術に携わるが、移植手術が違法であったためドナーであった渡海雪彦を養子とし、フランスに完全定住させる。しかし、今度は雪彦が心疾患となり、その治療法であるダイレクトアナストモーシスを生涯にわたり模索することになる。
8年前（2016年）、真行寺外科の同僚・徳永栄一を執刀するが、真行寺に無断でダイレクトアナストモーシス行ったうえに失敗したため、佐伯に後事を託している。2022年、雪彦に「ペアンの約束は破られた」と言い遺し亡くなる。それは自戒と後悔を込めたものであったが、雪彦に誤解させてしまう。
2017年、真行寺の論文を目にした雪彦に忘れるよう釘を刺していたが、雪彦へ可能性を託すメッセージが書き込まれた論文が死後に発見される。
天城司の妻
演 - Cynthia C（シーズン2 第9話・最終話）
S2：天城雪彦の養母。フランス人。
狭心症で入院する前、星占いで運勢が悪いことを気にする。手術中に心筋梗塞を発症し、雪彦が生涯初のダイレクトアナストモーシスを成功させるものの、直後に悪性高熱を発症し亡くなる。これが、雪彦にとって最初で最後の術死であり、手術前にシャンス・サンプルを行うきっかけとなる。

### その他
木下香織（きのした かおり）
演 - 加藤綾子（シーズン1）
S1：治験コーディネーター。
治験推進のために多額の研究費や負担軽減金を用立てたり、高級飲食店での接待などを行っており、「やり手」という評価を得ている。「一流が好き」と公言し、佐伯も高階も渡海も評価している。
元は看護師だったが、執刀医から医療過誤の責任を押し付けられ辞めている。その経験から「医療の敵は病気ではなく人」という考えを持つ。
池永英人（いけなが ひでと）
演 - 加藤浩次（シーズン1、シーズン2 第4話・第7話）
S1：日本で権威の高い医療ジャーナル誌『日本外科ジャーナル』の編集長。日本外科学会の理事長選に多大なる影響力を持つが、佐伯と西崎のどちらにも与さず中立の立場を取っている。
幼い頃に奇病で苦しんだことがあり、主治医が海外の論文から治療法を発見したことが、のちに医療ジャーナリストを目指すきっかけとなる。
S2：医療ジャーナル誌の編集長。日本医学会の会長選の情報戦に関わる。
富沢雅之（とみざわ まさゆき）
演 - 福澤朗（シーズン1 第5話 - 第9話、シーズン2 第8話）
S1：厚生労働省の医務技監。純国産ダーウィン「カエサル」の普及を進める裏で、西崎との癒着がある。
S2：厚生労働省の医務技監。天城が患者に法外な治療費を請求しているとの通報があり、新病院院長の許認可を出せないことを通告するが、佐伯の政治力により許認可をされてしまう。
椎野美咲（しいの みさき）
演 - 田中みな実（シーズン2）
S2：治験コーディネーター。木下香織の後輩。佐伯や菅井だけでなく、天城にもコンタクトを取っている。
無医村である離島の出身。幼い頃に弟が病気になり、ドクターヘリで本土に搬送する途中で亡くなっている。そのため「エルカノ」の普及は悲願であり、研究開発を菅井に勧める。
真行寺龍太郎（しんぎょうじ りゅうたろう）
演 - 石坂浩二（シーズン2）
S2：桜宮市医師会の会長。佐伯・渡海一郎・天城司らが所属していた東城大学医学部真行寺外科教室（略称：真行寺外科）の元教授。
1989年にダイレクトアナストモーシスに関する論文を発表し、20年前（2004年）には画期的な手術法を発見するが、実践することは困難と考え封印している。しかし、8年前（2016年）に天城司が勝手に実践したうえ失敗しており、後事を託された佐伯とともに禍根を残している。
日本医学会の会長選挙では菅井寄りに動き、国際心臓外科学会の公開手術では天城雪彦の執刀を止めようとする。しかし、天城がダイレクトアナストモーシスを成功させたことにより、最終的には佐伯と和解する。

### ゲスト

#### シーズン1（ゲスト）
第1話
皆川妙子（みながわ たえこ）
演 - 山村紅葉
世良が初めて担当した患者で、親身な心使いや励ましにより世良に深い信頼を寄せるようになる。佐伯式の手術を受ける予定であったが、手術前にショック状態に見舞われたため、佐伯式では症状に対する負担が大きくなってしまったとして、東城大病院における初めてのスナイプ手術を受けることになる。スナイプ手術は成功したが、その影響で胃動脈瘤が破裂してしまい、世良が渡海に再手術による救命を懇願したため、見返りに渡海が世良に「一億円」を要求することになる。
警備員
演 - あづみ昌宏

第2話
小山兼人（こやま かねと）
演 - 島田洋七
急患で運ばれてきた患者。当初、高階から提案されたスナイプ手術に対し、臨床試験中であることを理由に消極的だったが、木下から経営している零細工場の借金を賄えるほどの負担軽減費を提示され受け入れる。
小山好恵（こやま よしえ）
演 - 沢松奈生子
兼人の妻。

第3話
楠木秀雄（くすのき ひでお）
演 - 田崎真也
渡海と世良が担当の患者。佐伯式の心臓手術を受けるために入院し、佐伯が診察にあたっている。
楠木千枝（くすのき ちえ）
演 - 紫吹淳
秀雄の妻。夫の手術から退院まで立ち会う。後日検査した結果、肝臓に悪性の腫瘍があることが判明。西崎教授の紹介で帝華大で肝臓がんの治療のために入院する事となる。
田村隼人（たむら はやと）
演 - 髙地優吾（SixTONES）
音大生。木下紹介の患者。アメリカでの音楽コンクールが間近に迫っているため、早期に退院可能なスナイプ手術を希望するが、術前検査により複雑でレアケースの症例であることが判明し、力量不足であるとして高階が執刀を自ら諦め、佐伯の指示で渡海が執刀医となる。
田村浩司（たむら こうじ）
演 - 依田司
隼人の父。厚生労働省の次期事務次官候補。

第4話
島野小春（しまの こはる）
演 - 稲垣来泉（第5話）
帝華大学病院から転院してきた小児患者。高階とは帝華大学病院に入院していた時の主治医だったので慕っている。サッカーが好き。
生まれた時から僧帽弁閉鎖不全を患う。さらに血液が固まりにくく輸血を受け付けないという体質で、高階がスナイプ導入を志した切っ掛けとなった患者だが、通常のスナイプ手術が不可能のため、渡海の発案でカテーテルにスナイプ形成弁を装着し、血管を通して心臓に到達させるという手術を行う。
スナイプ手術は成功したが、術後にスナイプを通した心臓中隔の欠損孔に感染巣が発生していまい、高階が帝華大に懇願し貸し出されたダーウィンによる感染巣除去の再手術を受けることになる。
島野菜穂（しまの なほ）
演 - 田中雅美（第5話）
小春の母。

第5話
医局員
演 - 津田幹土（第7話・第8話・最終話）

第7話
山本祥子（やまもと しょうこ）
演 - 相武紗季
隣の市の病院に勤務する看護師主任。木下の元同僚看護師。
比較的難易度の低い手術ケースとして、国産内視鏡下手術用支援ロボット「カエサル」の治験対象として選ばれる。
医師
演 - 吉田庸
山内
演 - 宮下誠
患者
演 - 植木紀世彦
麻酔科医
演 - 湯浅浩史
看護師
演 - 新井郁
医局員
演 - 青山一澄（第8話・最終話）、酒井和哉（第8話・最終話）

第8話
小林隆一（こばやし りゅういち）
演 - はやしん
佐伯執刀の手術を控え、入院してくる。手術は必要だが特に緊急性もなく、しかも佐伯直々の執刀であることから渡海たちが不審に思う。
小林（こばやし）
演 ‐ 上杉祥三（第9話）
隆一の父。さくら病院の院長。
佐伯の依頼で飯沼達次を極秘入院させている。
医局員
演 - 渡辺将志（最終話）

第9話
飯沼達次（いいぬま たつじ）〈55〉
演 - 山本亨（最終話）
渡海が行方を探している患者。胸部にペアンが残されており、渡海一郎が医療ミスしたとされている。
東野亜弓
演 - 福田ゆみ
桜ノ宮病院の看護師
演 - 永井ちひろ
医局員
演 - 飯島みなみ（最終話）

最終話
司会者
演 - 石井亮次（CBCアナウンサー）
日本外科学会理事長選挙の司会者。
理事長
演 - 岸田真弥
外科部長
演 - 倉田秀人

#### シーズン2（ゲスト）
第1話
セドリック・モラン
演 - Ian Moore
ノーベル賞を受賞した医学者。天城の元上司。
かつて天城が執刀したダイレクトアナストモーシスを元に、内胸動脈閉塞に関する論文を書いたが、再現性がないとして取り下げている。
受付職員とその父親
演 - Emma Harrisa（最終話）、Bill（最終話）
娘は天城雪彦が勤務するゴールドコーストインターナショナルハートセンター（Gold Coast International Heart Center）の女性受付職員。
父親は天城が常用しているホテルのカジノ「ザ・スター（The Star Gold Coast）」の特別室にて天城の対応スタッフをしている。のちに車椅子を使用しており、娘とともに世良を天城の墓に案内し、天城の言葉とともに遺書を渡す。
ライフセーバー
演 - Salty Jua
ゴールドコーストで救命活動にあたるライフセーバー。
男性
演 - Calum Green、Tim Hildebrand
競馬場ラウンジの男たち。バルコニー席で、次に天城がどの馬に賭けるかを話している。

第2話
繁野隆道（しげの たかみち）
演 - 誠直也（第9話・最終話）
洋菓子店「シゲノ」の店主。米粉を使ったアップルパイが人気で、猫田は常連客。心臓に疾患を抱えるが、資金が足りずスナイプ手術を受けられずにいる。結衣がシャンス・サンプルに勝ったことで、天城の公開手術を受ける。
繁野結衣（しげの ゆい）〈13〉
演 - 堀越麗禾（第9話・最終話）
隆道の孫。シゲノを継ぎたいと思っており、独学で米粉アップルパイの試作を続けている。
天城が提示するシャンス・サンプル「3日以内にシゲノの米粉アップルパイを完成させる」に挑み、猫田にシゲノの味を認めさせることで天城執刀の権利を得る。なお、手術代はシゲノの売り上げの一部を将来にわたり支払い続けることになる。
のちに、自身も心臓疾患となる。天城の手術を受ける予定だったが、天城が国際心臓外科学会の公開手術中に容態が急変し、世良によるスナイプ手術を受けることになる。
繁野麻美（しげの あさみ）
演 - 蘭寿とむ（第9話・最終話）
結衣の母。父・隆道の手術費用捻出のためには、米粉アップルパイの権利を売るのも仕方ないと考えている。
佐藤（さとう）
演 - 飛永翼（ラバーガール）
「シゲノ」のアップルパイのレシピと販売権の売却を繁野家に持ちかけている男性。
安島恭也（やすじま きょうや）
演 - 新納慎也
テキサス医科大学の准教授。天城の全日本胸部外科学会での公開手術のプレゼンターとして、菅井より急遽呼ばれる。オペの腕で上がってきたのではなく学会で批判して相手を陥れてきたことから、通称「クラッシャーの安島」と呼ばれており、高階も彼にやられた一人である。
天城のオペを「ギャンブル」と批判するが、医療過誤の隠蔽と患者の死亡を天城に暴露されると取り乱し、菅井に見捨てられる。

第3話
梶谷孝利（かじたに たかとし）
演 - 立川談春
水野製鉄の現場作業員。
自身の収入だけでは母の治療費を捻出できないため、世帯分離して母だけ生活保護を受給してもらっている。母が病院をたらい回しされることに怒っており、パクからクレーマー呼ばわりをされる。
梶谷年子（かじたに としこ）〈80〉
演 - 正司花江
孝利の母。生活保護受給者。
狭心症で入院しており、認知症も発症している。食道がんと脳出血の既往歴があり、通常のダイレクトアナストモーシスができない。
水野祐一（みずの ゆういち）
演 - 梅沢富美男
水野製鉄の社長。
狭心症でバイパス手術が必要だが、悪性胸腺腫の手術で内胸動脈を切除しており、通常のバイパス手術が難しい。

第5話
木崎大吾（きざき だいご）〈45〉
演 - 恵俊彰
KDグループの社長。韓国で飲食店をチェーン展開する日本人。
新病院建設費用の50億円を出資する条件で天城の執刀を受ける。ソヒョンとは因縁があり、手術の際に手放した外食店の経営権を安く買い叩き、残った1号店をも乗っ取ろうとする。しかし、実態はグループ全体で経営不振であり、粉飾決算で売り上げを水増ししていたことを天城の策略で暴かれる。
ディーラー
演 - ハン・ソンミン
韓国カジノの女性ディーラー。
木崎の命令でルーレットに細工をしていたことを天城に見抜かれ、白状する見返りにゴールドコーストのカジノを紹介される。
アナウンサー
声 - 御手洗菜々（TBSアナウンサー）
木崎が詐欺容疑で逮捕されるニュースを伝える。
捜査員
演 - 財木琢磨、杉林健生
木崎の裏帳簿を入手、逮捕した捜査員。

第6話
上杉歳一（うえすぎ としかず）
演 - 堺正章（第7話）
時価総額5兆円の自動車メーカー「ウエスギモーターズ」の会長。個人資産は6000億円。高度な技術には先行投資が必要と考え、医療部門「ウエスギメディカル」に私財を投じている。
冠動脈バイパス手術が必要な状態であり、エルカノ・ダーウィン手術だけでなく天城の執刀も要求する。しかし、その裏では天城のシャンス・サンプルで「エルカノ・ダーウィン手術は失敗」に掛けており、どちらかの手術は必ず受けられるよう手を打つ。
シェフ
演 - ドロンズ石本
ガスパチョが看板メニューである高級レストランのシェフ。天城と椎野が会食する。

第7話
上杉歳弘（うえすぎ としひろ）
演 - 城田優
ウエスギモーターズの社長。歳一の息子。
経営方針を巡って父・歳一と対立しており、担当医である天城を自社株500億円分の譲渡で買収しようとする。また、歳一の入院中にウエスギメディカルを独立させ、入れ知恵をした菅井を経営陣に加える。しかし、ホテル事業失敗の赤字補填のため中国企業に売却することを目論んでおり、それを察知した天城・椎野・池永に阻止される。
王（ワン）
演 - 工藤俊作
中央電華社の中国人社長。
椎野の紹介でウエスギメディカルのスポンサーを名乗り出るが、すでに歳弘と接触しており、水面下で買収計画を進めている。
司会
演 - 松木研也
全日本医学会会長選挙の司会者。
男性
演 - Robert Anderson
ウエスギメディカル先端医療研究センターを視察する男性。
秘書
演 - 田邉健太（第8話）
上杉歳一の秘書。

第8話
管理人
演 - 永野裕紀子
渡海宅の女性管理人。
渡海春江が亡くなり、空家となった渡海宅の遺品整理を任されている。

第9話
徳永栄一（とくなが えいいち）〈68〉
演 - 井上肇（最終話）
東城大附属病院で天城司が執刀した患者。真行寺外科の元医師で、当時は教授。佐伯・渡海一郎・天城司の元同僚。
8年前（2016年）、天城司がダイレクトアナストモーシスを実践するが失敗し、寝たきりとなる。身寄りがないため佐伯が後見人となり、系列病院である富士見診療所に入院している。
2024年、日本心臓外科学会当日に天城雪彦が執刀する。内胸動脈の他に多くの動脈が失われており手術は難航するが、温存されていた下腹壁動脈を使用した3箇所のダイレクトアナストモーシスに成功する。手術後、天城に礼が言えるまでに回復する。
山村浩之（やまむら ひろゆき）
演 - 岩下尚史
富士見診療所の医師。徳永の主治医。
世良とは顔見知りであるが、彼を通じて天城に徳永の居場所を知られてしまう。
研究員
演 - 酒井貴浩
ウエスギメディカルの研究員。
天城雪彦の手術のために、自社の研究センターから東城大付属病院に搬入したエルカノ・ダーウィンを設置する。
司会者
演 - 蒲生純一（最終話）
国際心臓外科学会の司会者。公開手術患者の変更を告げる。
医師
演 - 島村苑香（最終話）、大西ユースケ（最終話）
国際心臓外科学会の出席者。橈骨動脈グラフトを採取してダイレクトアナストモーシスを行うという、佐伯の説明に異議を唱える（最終話）。
場内アナウンサー
演 - 小倉弘子（TBSアナウンサー）
国際心臓外科学会の会場である、東京国際医科大学の場内アナウンサー。

最終話
医師
演 - 石垣直
真行寺外科の医師。佐伯・渡海一郎・天城司・徳永の元同僚。

## 用語
いずれも架空。説明文中の事実については当該記事を参照。
東城大学医学部付属病院（とうじょうだいがく いがくぶ ふぞくびょういん）
静岡県桜宮市に所在する大学病院。略称は「東城大付属病院」。
物語の主要舞台であり、主人公をはじめメインキャラクターである医師や看護師が所属している
スリジエハートセンター
S2：東城大附属病院の付帯施設である心臓外科専門病院。
佐伯清剛が設立を目指しており、天城雪彦が初代センター長としてスカウトされる。仮称は「桜宮心臓外科病院（センター）」であったが、天城がフランス語で「桜」を意味する「スリジエ」を用いた名称に変更する。病棟のデザインも天城が手掛け、コロッセオを彷彿させるものに代えたために建設費用が跳ね上がることとなる。
佐伯の日本医学会会長選を視野に入れた事業のように思われたが、天城の心臓疾患を治すため、心臓外科名医を世界中から集めることが目的である。天城が辞退し佐伯が院長再選を逃したため、高階権太がそれを引き継ぎ、のちに初代センター長に就任する。
天城が東城大学を去る際、桜の苗木を植樹している。病棟の周囲に桜並木を設けることを希望しており、のちにこの木は「はじめの桜」と名付けられる。フランス語で「桜」の花言葉は「私を忘れないで（Nem'oubliez pas）」である。
佐伯式
S1：佐伯清剛による僧帽弁手術法。通常は人工心肺を使い心臓を止めて手術をするところ、佐伯は心臓を止めずに手術をすることに世界で初めて成功。佐伯と東城大学の名を広く知らしめることになる。
東城大付属病院では、佐伯と渡海征司郎がこの手術法を行っている。
スナイプ
S1：アメリカで開発された医療機器。心臓僧帽弁置換器。日本では臨床試験中で、一台300万円の医療機器である。
銃身の長いピストルのような形をしている。銃身相当の部分がカテーテルとなっており、トリガーを引くことで人工弁が置換される。内視鏡手術ほどの切開部と短時間で済むため、佐伯式より患者の負担が少ない上に、佐伯式のような一個人の医師の技量に頼ることがないされる。帝華大学講師・高階権太がアメリカから日本に持ち込む。
治験研究の最高責任者は帝華大学教授・西崎啓介。高階が東城大付属病院に赴任し、そこで治験を重ねることになる。
S2：東城大付属病院では高階を中心に治験が続けられ、数万件の手術実績を積み重ねる。高階の他に、世良をはじめ多くの医師がこれを使用しており、使用しないのは佐伯や天城雪彦ら少数派となっている。
新たにバージョン2が開発され、こちらは一台800万円とさらに高額になっていることもあり、保険の適用が申請されている。
ダーウィン
S1：最新鋭の内視鏡下手術用支援ロボット。遠隔操作による手術が可能となる。これを使い行われた手術は「ダーウィン手術」と呼ばれる。
カエサル
S1：厚生労働省が普及を進める、国産初の内視鏡下手術用支援ロボット。ダーウィンよりロボットアームの本数が少ない。
これで行われた手術も「ダーウィン手術」と呼ばれる。
S2：6年間でさらに小型化され、後述「エルカノ2」による自動操縦も可能となる。
ダイレクトアナストモーシス
S2：冠動脈などの不具合が生じた部分を切除し、新たな血管で繋ぎ直す手術法。「直接吻合法」とも呼ばれる。
1989年、東城大学教授・真行寺龍太郎により初めて提唱され、2004年頃には有効な手術法が発表される。しかし、血管を切除するために心膜から剥離することがかなり難しく、手術を困難なものにしている。
真行寺の門下生である佐伯清剛・渡海一郎・天城司、そして渡海征司郎も成功には至らなかったが、2023年頃に天城雪彦が世界で初めて成功する。しかし、2025年に天城が死去したため、この手術法が可能な医師は皆無となっている。ただし、天城の生前に後述「エルカノ」に学習させており、上杉歳一や天城が患者となった際、佐伯がこれを利用して手術を成功させている。
エルカノ
声 - 三石琴乃（シーズン2 第4話 - 最終話）
S2：維新大学教授・菅井達夫を中心に開発された最新医療AI。エルカノは直方体、改良版のエルカノ2は球体の形状をしている。コマンドはタッチパネルおよび会話形式の音声入力で行われ、成人女性の声で応答するため、天城雪彦からは「エルカノちゃん」と呼ばれる。情報量の多さと学習能力の高さを評価されており、天城のダイレクトアナストモーシスをも学習する他、シャンス・サンプルにも利用されている。
エルカノは、カルテを読み込ませるだけで世界中の医療データベースと照合して最適な治療法を導き出し、画像・音声で指示し、どんな医師でも手術が可能とされている。しかし、不測の事態に陥ると応用が利かない、セキュリティが脆弱などの欠点がある。
エルカノ2は、医療支援ロボット「ダーウィン」「カエサル」を自動操縦する「エルカノ・ダーウィン手術」を可能とし、天才外科医は不要とされる。なお、セキュリティ強化のため顔認証が採用され、一卵性双生児である天城雪彦と渡海征司郎の判別も可能となる。初期段階では菅井のみアクセス可能となっていたが、上杉歳一の公開手術以降、東城大付属病院やウエスギメディカルでも使用可能となり、臨床試験が進められている。

## スタッフ
|                    | シーズン1                                                                            | シーズン2                                                                            |
| ------------------ | ------------------------------------------------------------------------------------ | ------------------------------------------------------------------------------------ |
| 原作               | 海堂尊                                                                               | 海堂尊                                                                               |
| 原作               | 『新装版 ブラックペアン1988』（講談社文庫）                                          | 『ブレイズメス1990』『スリジエセンター1991』（講談社文庫）                           |
| 脚本               | 槌谷健                                                                               | 槌谷健                                                                               |
| 脚本               | 丑尾健太郎、神田優                                                                   | 守口悠介                                                                             |
| 音楽               | 木村秀彬                                                                             | 木村秀彬                                                                             |
| 主題歌             | 小田和正                                                                             | 小田和正                                                                             |
| 主題歌             | 「この道を」（アリオラジャパン)                                                      | 「その先にあるもの」（ソニー・ミュージックレーベルズ）                               |
| 医療統括           | 渡邊剛（ニューハート・ワタナベ国際病院）、下川智樹（帝京大学医学部附属病院）         | 渡邊剛（ニューハート・ワタナベ国際病院）、下川智樹（帝京大学医学部附属病院）         |
| 医療監修           | 山岸俊介（イムス東京葛飾総合病院）、須田康一（慶應義塾大学病院）                     | 山岸俊介（イムス東京葛飾総合病院）、須田康一（慶應義塾大学病院）                     |
| 医療用ロボット監修 | 渡邊剛（ニューハート・ワタナベ国際病院）、石川紀彦（ニューハート・ワタナベ国際病院） | 渡邊剛（ニューハート・ワタナベ国際病院）、石川紀彦（ニューハート・ワタナベ国際病院） |
| 取材協力           | 吉田成彦（イムス東京葛飾総合病院）                                                   | 吉田成彦（イムス東京葛飾総合病院）                                                   |
| プロデューサー     | 伊與田英徳                                                                           | 伊與田英徳                                                                           |
| プロデューサー     | 川嶋龍太郎、峠田浩                                                                   | 武藤淳、佐久間晃嗣                                                                   |
| 演出               | 福澤克雄、田中健太、渡瀬暁彦、青山貴洋                                               | 西浦正記、加藤亜季子、伊東祥宏                                                       |
| 製作               | TBS                                                                                  | TBS                                                                                  |

## クラシック音楽（シーズン2）
シーズン2では劇伴にクラシック音楽が使用されている。これは二宮のアイデアによるもので、手術シーンの選曲にも携わっている。
第1話
『24の奇想曲』第24番
作曲 - ニコロ・パガニーニ

第2話
ピアノソナタ第8番ハ短調 作品13『悲愴』第3楽章
作曲 - ルートヴィヒ・ヴァン・ベートーヴェン

第3話
『死の舞踏』作品40
作曲 - カミーユ・サン＝サーンス
演奏 - 高松亜衣（ヴァイオリン）、角野未来（ピアノ）

第4話
『ボレロ』
作曲 - モーリス・ラヴェル
演奏 - →Pia-no-jaC←

第5話
『ウィリアム・テル』序曲 より 「スイス軍の行進」
作曲 - ジョアキーノ・ロッシーニ
バイオリン協奏曲第2番ロ短調『ラ・カンパネラ』第3楽章
作曲 - ニコロ・パガニーニ
『天国と地獄』
作曲 - ジャック・オッフェンバック
演奏 - まらしぃ「ちょっとつよい天国と地獄」

第6話
『チャールダーシュ』
作曲 - ヴィットーリオ・モンティ

第7話
『魔王』
作曲 - フランツ・シューベルト
演奏 - まらしぃ「ちょっとつよい魔王」
『威風堂々』作品39 第1番 ニ長調
作曲 - エドワード・エルガー

第8話
ポロネーズ第6番変イ長調 作品53『英雄』
作曲 - フレデリック・ショパン

最終話
ピアノソナタ第8番ハ短調 作品13『悲愴』第3楽章
作曲 - ルートヴィヒ・ヴァン・ベートーヴェン
『死の舞踏』作品40
作曲 - カミーユ・サン＝サーンス
演奏 - 高松亜衣（ヴァイオリン）、角野未来（ピアノ）
『魔王』
作曲 - フランツ・シューベルト
演奏 - まらしぃ「ちょっとつよい魔王」
バイオリン協奏曲第2番ロ短調『ラ・カンパネラ』第3楽章
作曲 - ニコロ・パガニーニ
超絶技巧練習曲 第4曲『マゼッパ』
作曲 - フランツ・リスト
演奏 - まらしぃ「ちょっとつよいマゼッパ」
『24の奇想曲』第24番
作曲 - ニコロ・パガニーニ

## 放送日程
| 各話                                                                         | 放送日         | サブタイトル                                                                     | 脚本                     | 演出     | 視聴率 |
| ---------------------------------------------------------------------------- | -------------- | -------------------------------------------------------------------------------- | ------------------------ | -------- | ------ |
| 第1話                                                                        | 2018年 4月22日 | オペ室の悪魔! 金で救う天才医師・新ダークヒーロー                                 | 丑尾健太郎               | 福澤克雄 | 13.7%  |
| 第2話                                                                        | 4月29日        | 手術はバクチ! 生きるか死ぬか!? 極限を超えたオペ室                                | 丑尾健太郎               | 田中健太 | 12.4%  |
| 第3話                                                                        | 5月06日        | 二つの緊急オペ!! どっちの命を救う?                                               | 丑尾健太郎               | 渡瀬暁彦 | 12.1%  |
| 第4話                                                                        | 5月13日        | 小さな命を救って! スナイプ完結最終章                                             | 丑尾健太郎               | 田中健太 | 13.1%  |
| 第5話                                                                        | 5月20日        | 涙の決断! 子どもの命を絶対に助けて!!                                             | 丑尾健太郎 神田優        | 渡瀬暁彦 | 13.4%  |
| 第6話                                                                        | 5月27日        | 母の手術に涙する! ミスを絶対に許すな                                             | 丑尾健太郎 槌谷健        | 田中健太 | 13.0%  |
| 第7話                                                                        | 6月03日        | 隠蔽を許すな! 親友の命とペアンの謎!!                                             | 丑尾健太郎 神田優        | 青山貴洋 | 13.0%  |
| 第8話                                                                        | 6月10日        | 最終章・ペアンの謎 教授と患者の秘密?                                             | 丑尾健太郎 槌谷健        | 田中健太 | 16.6%  |
| 第9話                                                                        | 6月17日        | 最終回前20分拡大 ペアンの真実を暴け!! 命がけの秘密! 命がけの手術! 医者の覚悟     | 丑尾健太郎 神田優        | 渡瀬暁彦 | 16.2%  |
| 最終話                                                                       | 6月24日        | さよなら! オペ室の悪魔!! 復讐の結末は!? ペアンに涙! 感動秘話、最後のオペで助けろ | 丑尾健太郎 神田優 槌谷健 | 田中健太 | 18.6%  |
| 平均視聴率 14.3%（視聴率はビデオリサーチ調べ、関東地区・世帯・リアルタイム） |                |                                                                                  |                          |          |        |

- 第1話・第2話は、21時 - 22時19分の25分拡大放送。
- 第9話は、21時 - 22時14分の20分拡大放送。
- 最終話は、21時 - 22時9分の15分拡大放送。

| 編                                                                           | 各話   | 放送日         | サブタイトル                        | 脚本                     | 演出       | 視聴率 |
| ---------------------------------------------------------------------------- | ------ | -------------- | ----------------------------------- | ------------------------ | ---------- | ------ |
| ブレイズメス編                                                               | 第1話  | 2024年 7月07日 | 神に愛された悪魔                    | 槌谷健                   | 西浦正記   | 11.8%  |
| ブレイズメス編                                                               | 第2話  | 7月14日        | 神に愛された悪魔VS少女の祈り        | 守口悠介 槌谷健          | 西浦正記   | 11.9%  |
| ブレイズメス編                                                               | 第3話  | 7月21日        | 成功率0%のオペの行方!?              | 槌谷健                   | 加藤亜季子 | 11.1%  |
| ブレイズメス編                                                               | 第4話  | 7月28日        | 天才医師VS医療AI                    | 守口悠介                 | 伊東祥宏   | 09.6%  |
| ブレイズメス編                                                               | 第5話  | 8月04日        | お前は死ねない! 50億円オペの結末は? | 槌谷健 守口悠介          | 西浦正記   | 11.8%  |
| スリジエセンター編                                                           | 第6話  | 8月18日        | メスを持った看護師&去り行く医師     | 槌谷健 守口悠介 穴吹一朗 | 加藤亜季子 | 11.5%  |
| スリジエセンター編                                                           | 第7話  | 8月25日        | 手術失敗!裏取引の罠!!               | 槌谷健 守口悠介 穴吹一朗 | 西浦正記   | 10.9%  |
| スリジエセンター編                                                           | 第8話  | 9月01日        | 渡海と天城の秘密                    | 槌谷健 守口悠介          | 伊東祥宏   | 10.4%  |
| スリジエセンター編                                                           | 第9話  | 9月08日        | 戦う人よ、諦めないで!               | 槌谷健 守口悠介          | 西浦正記   | 11.8%  |
| スリジエセンター編                                                           | 最終話 | 9月15日        | いい医者とは…                       | 槌谷健                   | 西浦正記   | 12.0%  |
| 平均視聴率 11.3%（視聴率はビデオリサーチ調べ、関東地区・世帯・リアルタイム） |        |                |                                     |                          |            |        |

- 第1話・最終話は、21時 - 22時19分の25分拡大放送。
- 第2話・第6話は、21時 - 22時9分の15分拡大放送。
- 8月11日は『パリオリンピック 自転車競技 トラック』放送（17時30分 - 22時）のため休止。

## 評価
- この作品には治験コーディネーターが主要人物として登場しているが、その業務描写が実際の治験コーディネーターとあまりにもかけ離れているとして、日本臨床薬理学会がTBSに抗議し、その送付予定の意見文を公開した[103][104]。
- 2021年7月に行われ、300人が投票に参加した「二宮和也の歴代出演ドラマ人気ランキング」では、『流星の絆』や『フリーター、家を買う。』らを凌ぎ1位を獲得した[105]。

## スピンオフドラマ（シーズン2）
シーズン2のオリジナルサイドストーリー『ブラックペアンと言いたくて…〜万年ヒラ局員の憂鬱な日常〜』が7月12日から9月20日まで、一部地域を除き放送された。TVer、TBS FREE、U-NEXT Paraviコーナーでは、本編のTV放送終了直後から放送版にないシーンも含めた完全版が先行配信された。主演は今野浩喜。万年ヒラ医局員である関川が主人公となり、心を入れ替えて奮戦するも思い通りにいかない様をコメディタッチで描く。

### キャスト（スピンオフドラマ〈シーズン2〉）
基礎情報は「#東城大学医学部付属病院」を参照。
関川文則
演 - 今野浩喜
主人公。38歳。
「ブラックペアン」について過剰に意識するが、キャバクラでは佐伯の決め台詞を簡単に披露する。普段は自分勝手で態度が大きく、昔の常識でパワハラをするため、後輩たちから煙たがられている。その態度が災いして孤立し、渡海や天城に続く「第三の悪魔」になったこともある。
しかし、エルカノ・ダーウィンを覚えようとする姿勢から同僚からの協力を得るようになり、公開手術で天城の助手に大抜擢される。
のちに医局長となるが、性格は変わらなかった模様。
垣谷雄次
演 - 内村遥
医局を預かるが、関川のフォローが圧倒的に多い。その一方で、関川と2人きりになると弱音を吐く。関川と同じくキャバクラ好き。
手術で天城の足を引っ張ったことに嘆いていたが、公開手術の助手に抜擢される。のちに准教授となる。
パク・ミンジェ
演 - キム・ムジュン（第1話・第3話・第6話 - 最終話）
お調子者のムードメーカーで、医局にすぐに馴染む。佐伯のブラックペアンを勝手に持ち出し、壊してしまったことがある。
田口公平
演 - 森田甘路
気が小さく、関川に逆らう事ができない。関川と顔が似た飼い犬と死別しており、関川が犬に見えることがある。
速水晃一
演 - ヤマダユウスケ（第1話 - 第3話・第6話 - 最終話）
秀才であり、勤務年数だけ長い関川を下に見ている。医局内ではチュッパチャプスを舐めている。
北島達也
演 - 松川尚瑠輝
聞き上手で、関川と速水らの言い争いを上手くまとめようとするが、自身も関川の悪口を言い墓穴を掘る。エルカノが導入されると退職を考えるが、佐伯の説得で翻意し平常勤務を続ける。
宮元亜由美
演 - 水谷果穂（第1話 - 第3話・第5話 - 最終話）
関川から理不尽に叱られることが多い。普段は関川と距離を取っているが、感情を爆発させたことがある。公開手術で手術室看護師に抜擢され、初めての経験で極度に緊張していたところを関川から励まされる。
新井美緒
演 - 原杏奈（第1話）
関川から理不尽に叱られる宮元を励ます。
篠原健一
演 - 丸一太（第9話）
関川を自身と同じ日陰者と思っており、公開手術に抜擢されたことを知ると恨み節を言う。
島津塔子
演 - 岡崎紗絵（最終話）
出向先の病院から外科医として医局に戻ってくる。
世良雅志
演 - 竹内涼真（最終話）
スリジエハートセンターに勤務しており、島津とともに医局を訪れる。
自身が立ち会うことが叶わなかった、天城の最後の執刀について関川に尋ねる。

### 放送日程（スピンオフドラマ〈シーズン2〉）
| 各話   | 配信日  | 放送日  | サブタイトル                     | 脚本                        | 演出     |
| ------ | ------- | ------- | -------------------------------- | --------------------------- | -------- |
| 第1話  | 7月07日 | 7月12日 | ブラックペアンと言いたくて…      | 伊達さん                    | 馬田翔永 |
| 第2話  | 7月14日 | 7月19日 | 精鋭オペに選ばれたくて…          | 伊達さん                    | 馬田翔永 |
| 第3話  | 7月21日 | 7月26日 | 愛されキャラになりたくて…        | 伊達さん                    | 伊東祥宏 |
| 第4話  | 7月28日 | 8月02日 | ただただ力になりたくて……         | 橋本尚和 （ヨーロッパ企画） | 伊東祥宏 |
| 第5話  | 8月04日 | 8月09日 | ただただ救いたくて……             | 左子光晴 （ヨーロッパ企画） | 伊東祥宏 |
| 第6話  | 8月18日 | 8月23日 | いい加減そろそろ成長したくて……   | 伊達さん                    | 馬田翔永 |
| 第7話  | 8月25日 | 8月30日 | 世代交代はしたくなくて……         | 橋本尚和                    | 馬田翔永 |
| 第8話  | 9月01日 | 9月06日 | ただただ一人になりたくて……       | 左子光晴                    | 馬田翔永 |
| 第9話  | 9月08日 | 9月13日 | 精鋭オペに選ばれちゃって……       | 伊達さん                    | 馬田翔永 |
| 最終話 | 9月15日 | 9月20日 | ブラックペアンと言わなくたって。 | 伊達さん                    | 馬田翔永 |

## 映像ソフト
- 「ブラックペアン」 Blu-ray BOX、発売日 ‏ : ‎ 2018年11月28日、販売元 ‏ : ‎ TCエンタテインメント
- 「ブラックペアン」 DVD BOX、発売日 ‏ : ‎ 2018年11月28日、販売元 ‏ : ‎ TCエンタテインメント
- 「ブラックペアン シーズン2」Blu-ray BOX、発売日 ‏ : ‎ 2024年12月25日、販売元 ‏ : ‎ TCエンタテインメント
- 「ブラックペアン シーズン2」DVD BOX、発売日 ‏ : ‎ 2024年12月25日、販売元 ‏ : ‎ TCエンタテインメント